# 여자 1600m 이어달리기 대한민국 기록 추이
여자 1600m 이어달리기 대한민국 기록 추이는 다음과 같다.
| # | 기록        | 차이     | 선수                           | 소속      | 날짜         | 대회명                             | 개최지        | 경기장                 | 주석 및 기타                 | 동영상 |
|   | 4분 10초 0  |          | 박진자, 김경숙, 권남순, 정부업 | 경기도 팀 | 1973. 10. 14 | 제54회 전국 체육 대회              | 대한민국 부산 |                        | 여고부. 종전 4분 11초 3,     |        |
|   | 4분 05초 4  | - 초     | [                              | 대표팀 A  | 1973. 05. 13 | 제1회 아시아 친선 육상 경기 대회   | 대한민국 서울 | 서울 운동장            | 1위. 종전 4분 11초 3         |        |
|   | 3분 50초 58 |          | 전경미, 이형미, 서다임, 배오순 |           | 1981. 08. 15 | 서울 국제 주니어 오픈 육상 대회    | 대한민국 서울 | 서울운동장 주경기장    | 2위. 종전 3분 53초 1, (5년), |        |
|   | 3분 49초 71 | - 0.87초 |                                | 대표팀    | 1984. 08. 25 | 84 서울 국제 주니어 오픈 육상 대회 | 대한민국 서울 | 올림픽 주경기장        | 2위                          |        |
|   | 3분 49초 62 | - 0.09초 | 최은주, 김옥경, 김순자, 박미선 | 대표팀    | 1985. 06. 16 | 제39회 전국 육상 선수권 대회       | 대한민국 서울 | 올림픽 주경기장        | [ 7 ]                        |        |
|   | 3분 49초 31 | - 0.31초 | 김희순, 봉재옥, 권경자, 임춘애 | 경기팀    | 1986. 06. 24 | 제67회 전국 체육 대회              | 대한민국 서울 | 올림픽 주경기장        | [ 8 ]                        |        |
|   | 3분 46초 99 | - 2.32초 |                                | 대표팀    | 1986. 10. 05 | 제10회 아시안 게임                 | 대한민국 서울 | 올림픽 주경기장        | 4위                          |        |
|   | 3분 46초 37 | - 0.62초 | 김미해, 최세범, 김은희, 박종임 | 서울체고  | 1989. 5. 19  | 제17회 KBS배전국육상경기대회       | 대한민국 서울 | 올림픽 주경기장        | [ 10 ]                       |        |
|   | 3분 44초 97 | - 1.40초 | 한민희, 한선희, 강혜민, 박경진 | 인천 팀   | 1999. 10. 15 | 제80회 전국체육대회                | 대한민국 인천 | 인천대학교 운동장      | [ 11 ]                       |        |
|   | 3분 42초 27 | - 2.70초 | 김동현, 이윤경, 박종경, 최해남 | 대표팀    | 2002. 10. 13 | 제14회 아시안 게임                 | 대한민국 부산 | 부산 아시아드 주경기장 |                              |        |
|   | 3분 42초 22 | - 0.05초 | 김신애, 손경미, 이미연, 조은주 | 시흥시청  | 2012. 06. 09 | 제66회 전국 육상 선수권 대회       | 대한민국 대전 | 한밭 운동장            | [ 12 ]                       |        |
|   | 3분 41초 20 | - 1.02초 | 엄은희, 육지은, 오세라, 조은주 | 경기 선발 | 2012. 10. 16 | 제93회 전국 체육 대회              | 대한민국 대구 | 대구 스타디움          | 일반부                       |        |

## 같이 보기
- 여자 1600m 이어달리기 세계 기록 추이
- 남자 1600m 이어달리기 대한민국 기록 추이
- 남자 1600m 이어달리기 세계 기록 추이